# Баткенска област
Баткенска област (на киргизки: Баткен областы) е една от 7-те области на Киргизстан. Площ 16 995 km² (6-о място по големина в Киргизстан, 8,5% от нейната площ). Население на 1 януари 2019 г. 525 100 души (4-то място по население в Киргизстан, 8,26% от нейното население). Административен център град Баткен. Разстояние от Бишкек до Баткен 846 km.

## Историческа справка
Най-старите градове в Баткенска област са Къзъл Кия и Сулюкта, признати за такива съответно през 1938 и 1940 г. Останалите 4 града са утвърдени за градове след признаването на независимостта на Киргизстан през 2000 г. (Баткен), 2001 г. (Исфана) и 2012 г. (Айдаркен и Кадамджай). Баткенска област е образувана на 13 октомври 1999 г. от 3-те крайни югозападни района на Ошка област.

## Географска характеристика
Баткенска област се намира в крайната югозападна част на Киргизстан. На юг, запад и северозапад граничи с Таджикистан, на север – с Узбекистан и на изток – с Ошка област. На територията на областта са разположени 4 анклава на Узбекистан (Джангайл, Сух, Шахимардан и Чонг Кара) и 2 анклава на Таджикистан (Ворух и Западна Калача). В тези си граници заема площ от 16 995 km² (6-о място по големина в Киргизстан, 8,5% от нейната площ). Дължина от запад на изток 295 km, ширина от север на юг 100 km.
Територията на областта е разположена в пределите на планинската система Памиро-Алай. Южните ѝ части са заети от северните склонове на Алайския (връх Тандъкул 5544 m) и Туркестанския хребет (връх Скалисти 5621 m, 39°37′10″ с. ш. 70°43′08″ и. д. / 39.619444° с. ш. 70.718889° и. д.). Северните части на областта попадат в южната периферия на Ферганската котловина, като между нея и северните склонове на Алайския и Туркестанския хребет се простират т.нар. „адири“ (ниски предпланински части), заети от обработваеми земи.
Климатът е рязко континентален, засушлив. На височина от 500 до 1000 – 1100 m средната януарска температура е -3 °C, а средната юлска 24 – 27 °C, годишна сума на валежите 500 mm, продължителността на вегетационния период (минимална денонощна температура 5 °C) 210 – 215 денонощия. В пределите на тези височини се намират основните обработваеми и напоявани земи на областта. На височина 2000 – 3000 m средната юлска температура е 11 – 18 °C, зимата е студена и продължителна, а годишната сума на валежите е 400 – 600 mm. Над 3000 m климатът е суров (средна юлска температура под 10 °C), с много малко денонощия с температура над 0 °C.
С малки изключения повечето от реките в областта текат от юг на север, но много малко от тях достигат до река Сърдаря, тъй като водите им почти на 100% се отклоняват в напоителни канали. Подхранването им е ледниково-снежно, с ясно изразено пълноводие през юли и август.. По-големите са: Казу Баглан, Исфайрамсай, Сух, Шахимардан, Исфара и др.
В планините до 1500 m растителността е полупустинна (пелин, ефемери, солянка) развита върху сиви почви. Нагоре, до 3000 m са разпространени сухи планински степи, а след това ливадни степи върху планински кестеняви и кафяви почви. По склоновете на Алайския и Туркестанския хребет са разпространени гори от арча (вид средноазиатска хвойна). На височина 3000 – 4000 m са развити субалпийски и алпийски пасища върху планинско ливадни почви. Животинският свят е разнообразен, като е представен от лисица, вълк, язовец, хермелин, кафява мечка, дива свиня, сърна, бодлокож, а по най-високите части – планински козел и снежен барс.

## Население, социално-икономически показатели
На 1 януари 2019 г. населението на Баткенска област е наброявало 525 100 души (8,26% от населението на Киргизстан). Гъстота 30,9 души/km². Градско население 25,2%.; работещи: 157 300 (2008); регистрирани безработни: 5499 (2008); експорт: 14.7 млн. долара (2008); импорт: 53.6 млн. долара (2008).
Етнически състав: киргизи 76,46%, узбеки 14,71%, таджики 6,9%, руснаци 0,83%, татари 0,45% и др.

## Административно-териториално деление
В административно-териториално отношение Баткенска област се дели на 3 административни района, 6 града, в т.ч. 3 града с областно подчинение и 3 града с районно подчинение и 1 селище от градски тип.
| Административна единица    | Площ (km²) | Население (2018 г.) | Административен център | Население (2018 г.) | Разстояние до Баткен (в km) | Други градове и сгт с районно подчинение |
| -------------------------- | ---------- | ------------------- | ---------------------- | ------------------- | --------------------------- | ---------------------------------------- |
| Град с областно подчинение |            |                     |                        |                     |                             |                                          |
| 1. Баткен                  | 52         | 25 000              | гр. Баткен             | 25 000              | -                           |                                          |
| 2. Къзъл Кия               | 55         | 52 600              | гр. Къзъл Кия          | 52 600              | 135                         |                                          |
| 3. Сулюкта                 | 17         | 19 500              | гр. Сулюкта            | 19 500              | 129                         | Восточни                                 |
| Административен район      |            |                     |                        |                     |                             |                                          |
| 1. Баткенски               | 2297       | 86 600              | гр. Баткен             |                     | -                           |                                          |
| 2. Кадамджайски            | 6146       | 189 100             | гр. Кадамджай          | 13 200              | 97                          | гр. Айдаркен                             |
| 3. Лейлекски               | 4653       | 137 100             | гр. Исфана             | 27 962              | 114                         |                                          |